# Chi3 Fornacis
Título a ser usado para criar uma ligação interna é Chi3 Fornacis.
Chi3 Fornacis (92 Fornacis) é uma estrela dupla na direção da constelação de Fornax. Possui uma ascensão reta de 03h 28m 11.50s e uma declinação de −35° 51′ 12.3″. Sua magnitude aparente é igual a 6.49. Considerando sua distância de 362 anos-luz em relação à Terra, sua magnitude absoluta é igual a 1.26. Pertence à classe espectral A1V.